# Dovolnojei járás

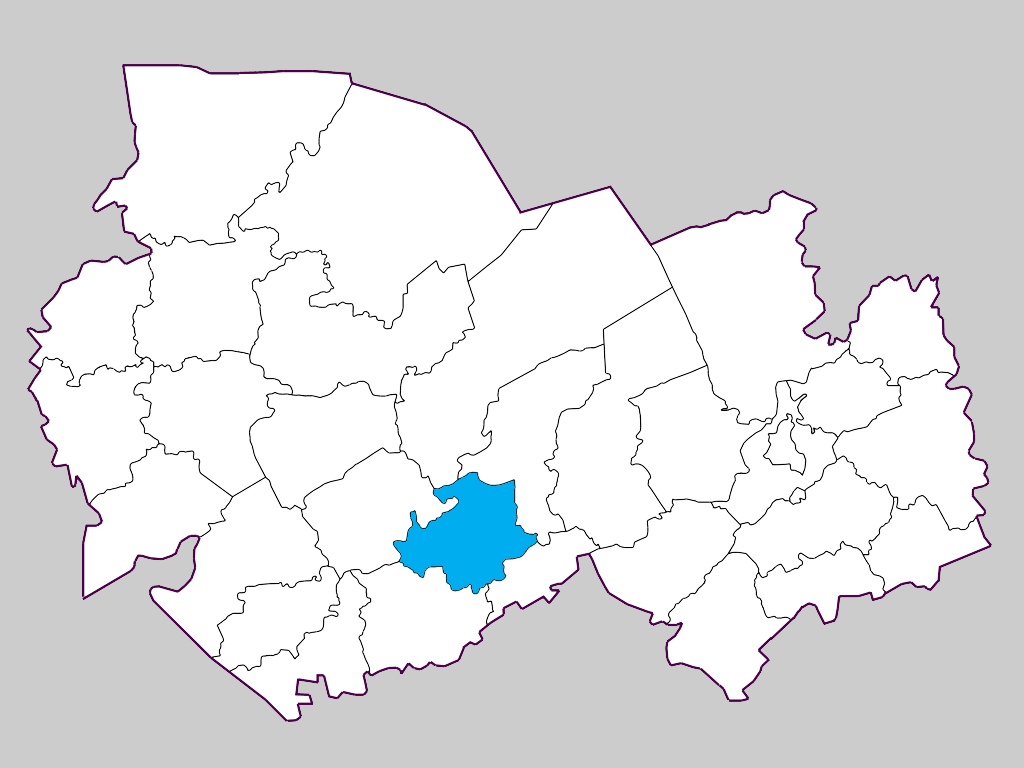
A Dovolnojei járás a Novoszibirszki területen

A Dovolnojei járás (oroszul Доволенский район) Oroszország egyik járása a Novoszibirszki területen. Székhelye Dovolnoje.

## Népesség
- 1989-ben 22 506 lakosa volt.
- 2002-ben 20 664 lakosa volt.
- 2010-ben 17 405 lakosa volt, melyből 16 366 orosz (94,2%), 435 német (2,5%), 311 kazah (1,8%), 68 ukrán (0,4%), 52 azeri (0,3%), 25 tatár, 21 fehérorosz, 12 üzbég stb.